# Cyrano de Bergerac (film, 1990)
Pour les articles homonymes, voir Cyrano de Bergerac.
Pour plus de détails, voir Fiche technique et Distribution.
Cyrano de Bergerac est un film français réalisé par Jean-Paul Rappeneau, sorti en 1990. Il s'agit d'une adaptation de la pièce de théâtre éponyme d'Edmond Rostand, avec Gérard Depardieu dans le rôle-titre.
Faite par Jean-Claude Carrière et Jean-Paul Rappeneau, l'adaptation raccourcit par endroits le texte d'origine, tout en enrichissant le jeu de scène et les lieux de l'action, et en ajoutant de nombreuses scènes annexes, généralement muettes, qui ne figurent pas dans la pièce.
Le film et la prestation de Gérard Depardieu ont obtenu de nombreuses récompenses, notamment lors des Césars de l'année 1991 qui leur ont en majeure partie été attribués.

## Synopsis
Paris, 1640. Au théâtre de l’Hôtel de Bourgogne, un curieux personnage dont l’esprit est aussi acéré que la rapière, n’hésite pas à ridiculiser l’un des comédiens de la troupe et provoque un duel au milieu d'une foule admirative. Cet homme, c'est le grand Savinien de Cyrano de Bergerac (Gérard Depardieu) ; poète, fin bretteur, beau parleur, il ne craint ni le sang, ni les sots. Hélas, il est laid ; affublé d'un nez aux proportions peu communes, il désespère de pouvoir un jour séduire son amour de toujours, la belle Roxane (Anne Brochet), sa cousine.
Mais la précieuse, pour son plus grand malheur, n’a d’yeux que pour le beau et timide Christian de Neuvillette (Vincent Pérez), qui l’aime également en cachette. Son seul défaut : il n’a pas d’esprit, et n’est pas doué pour s’adresser aux femmes. C’est pourquoi il demande à Cyrano de l’aider à conquérir la belle tant convoitée, ignorant les sentiments de ce dernier pour elle. Inspiré par ses paroles élégantes et, bien sûr, on ne peut plus sincères, Christian s’attire les faveurs de la tendre Roxane. Mais c’était sans compter le cruel comte de Guiche (Jacques Weber) qui, lui aussi, convoitait la belle, et la guerre contre les Espagnols qui frappe aux portes du pays. Sous le commandement du comte, Cyrano et Christian sont tous deux mobilisés en qualité de cadets du Roy Louis XIII.
Assiégés et affamés, les cadets de Gascogne survivent tant bien que mal, retranchés dans une place forte dont ils ne peuvent sortir. Pourtant, Cyrano ayant réussi seul à faire passer quotidiennement des lettres (sous le nom de Christian) à Roxane, celle‐ci rejoint un jour le camp, accompagnée de l’ami pâtissier Ragueneau et de vivres, pour rejoindre son aimé. Christian, s’étant aperçu de l’amour que Cyrano lui portait et recevant d’elle l’aveu que son amour avait dépassé sa beauté pour ses mots, pousse son rival à lui avouer la vérité sur l’auteur des missives durant une attaque des Espagnols ; mais, blessé au cours d’une offensive, Christian meurt dans les bras de Roxane avant qu’elle n’ait pu avoir connaissance de leur secret. Cyrano, devant le malheur qui frappe sa cousine, choisit de taire la vérité pour toujours.
Quatorze ans plus tard, un Cyrano grisonnant et miséreux visite comme à l’accoutumée sa cousine dans un couvent de Paris, dans lequel elle s’est retirée pour faire son deuil. Mais, victime en chemin d’un attentat commandité par l’un de ses nombreux ennemis, il est gravement blessé à la tête. Dans un ultime élan, il se rend tout de même auprès de son amour — à la suite d’une visite du comte — pour la voir une dernière fois, feignant de bien se porter. Là, il lui demande la dernière « lettre de Christian » trouvée sur son corps, dont elle ignore toujours qu’il en est le véritable auteur. Toutefois, comme il finit distraitement par la réciter par cœur, d’une voix haute se rappelant à son bon souvenir et alors que la nuit est tombée, Roxane comprend « toute la généreuse imposture » et perce à jour son cousin. Mais il est trop tard ; rejoint par ses fidèles amis Le Bret et Ragueneau, Cyrano se meurt sous leurs yeux. Dans une ultime révérence, c’est l’épée à la main que, titubant, il mouline, s’effondre puis s’éteint dans les bras de sa bien‐aimée, comme il vécut : avec un valeureux panache.

## Fiche technique

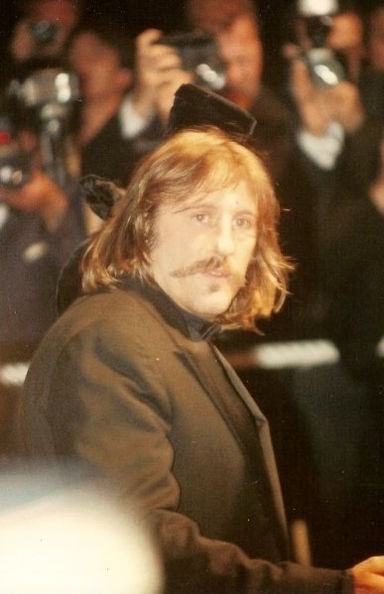
Gérard Depardieu (à l'époque du tournage du film) arborant les moustaches et la coiffure pour son rôle-titre au Festival de Cannes 1989.

- Titre original et québécois : Cyrano de Bergerac[1]
- Réalisation : Jean-Paul Rappeneau
- Scénario : Jean-Paul Rappeneau et Jean-Claude Carrière, d'après la pièce éponyme d'Edmond Rostand
- Photographie : Pierre Lhomme
- Montage : Noëlle Boisson
- Musique : Jean-Claude Petit et Kurt Kuenne
- Décors : Ezio Frigerio et Jacques Rouxel
- Costumes : Franca Squarciapino
- Production : René Cleitman, Michel Seydoux et André Szöts
- Sociétés de production[2] : Caméra One, DD Productions, Films A2, Hachette Première et UGC
- Sociétés de distribution : UGC et Carlotta Films
- Budget : 15 250 000 €[3]
- Pays de production :  France
- Langue originale : français
- Format[4] : couleur - 35 mm - 1,66:1 (VistaVision) - son Dolby stéréo | LC-Concept Digital Sound
- Genre : comédie dramatique, historique, romance
- Durée : 137 minutes
- Dates de sortie[5] :
  - France : 28 mars 1990 (sortie nationale) ; 26 octobre 2018 (réédition - version restaurée)
  - Belgique : 28 juin 1990
  - Québec : 16 novembre 1990[1]
- Classification[6] :
  - France: tous publics[7]
  - Belgique : tous publics (Alle Leeftijden)[8]
  - Québec : tous publics (G - General Rating)[1]

## Distribution

### Crédités
- Gérard Depardieu : Cyrano de Bergerac
- Anne Brochet : Magdeleine Robin dite « Roxane »
- Vincent Pérez : Christian de Neuvillette
- Jacques Weber : le comte de Guiche
- Roland Bertin : Ragueneau
- Philippe Morier-Genoud : Le Bret
- Philippe Volter : le vicomte de Valvert
- Pierre Maguelon : Carbon de Castel-Jaloux
- Josiane Stoléru : la duègne
- Jean-Marie Winling : Lignière
- Anatole Delalande : l’enfant
- Alain Rimoux : le père
- Louis Navarre : le fâcheux
- Gabriel Monnet : Montfleury
- François Marié : Bellerose
- Pierre Triboulet : Jodelet
- Jacques Pater : le tire-laine
- Catherine Ferran : Lise Ragueneau
- Jérôme Nicolin : le capucin
- Hervé Pauchon : un cadet
- Christian Loustau : un cadet
- Érick Bernard : un cadet
- Alain Perez : un cadet
- Frank Ramon : un cadet
- Alain Dumas : un cadet
- Franck Jazédé : un cadet
- Madeleine Marion : la mère supérieure
- Amélie Gonin : sœur Marthe

### Crédités dans la version restaurée
- Ludivine Sagnier : la petite sœur à la pâtisserie
- Sandrine Kiberlain : sœur Colette
- Isabelle Gruault : sœur Claire
- Pierre Aussedat : un des marquis
- Michel Fau : un des poètes
- Michel Vuillermoz

### Non crédité
- Stéphane Slima

## Production

### Tournage
- Le tournage a eu lieu dans une quinzaine de villes[9]. Parmi celles-ci :
  - plusieurs séquences ont été tournées au Mans, dans la cité Plantagenêt. Une scène a même été filmée dans le lycée Montesquieu. L'escalier principal a pris ensuite le nom de Gérard Depardieu.
  - Fontainebleau
  - Moret-sur-Loing
  - Uzès
  - Dijon, rue de la Chouette et hôtel de Vogüé
  - Marmagne : abbaye de Fontenay.
  - Gambais
  - Saint-Germain-lès-Arpajon

Les droits de la pièce créée en 1897 étant tombés dans le domaine public, le producteur a pu investir dans quarante décors soit en France soit en Hongrie.

### Bande originale
La bande originale du film est composée par Jean-Claude Petit.
| Liste des titres | Liste des titres         | Liste des titres | Liste des titres | Liste des titres | Liste des titres | Liste des titres | Liste des titres | Liste des titres | Liste des titres |
| No               | Titre                    | Durée            |                  |                  |                  |                  |                  |                  |                  |
| ---------------- | ------------------------ | ---------------- | ---------------- | ---------------- | ---------------- | ---------------- | ---------------- | ---------------- | ---------------- |
| 1.               | Cyrano                   | 1:27             |                  |                  |                  |                  |                  |                  |                  |
| 2.               | Les lustres              | 2:43             |                  |                  |                  |                  |                  |                  |                  |
| 3.               | La lanterne magique      | 1:30             |                  |                  |                  |                  |                  |                  |                  |
| 4.               | Le duel                  | 3:23             |                  |                  |                  |                  |                  |                  |                  |
| 5.               | La porte de Nesle        | 2:08             |                  |                  |                  |                  |                  |                  |                  |
| 6.               | Roxane                   | 2:50             |                  |                  |                  |                  |                  |                  |                  |
| 7.               | Non merci                | 1:57             |                  |                  |                  |                  |                  |                  |                  |
| 8.               | Les lettres              | 1:48             |                  |                  |                  |                  |                  |                  |                  |
| 9.               | La visite du comte       | 2:04             |                  |                  |                  |                  |                  |                  |                  |
| 10.              | Le mariage               | 1:16             |                  |                  |                  |                  |                  |                  |                  |
| 11.              | Le luth                  | 1:35             |                  |                  |                  |                  |                  |                  |                  |
| 12.              | Les précieuses           | 1:33             |                  |                  |                  |                  |                  |                  |                  |
| 13.              | La déclaration de Cyrano | 2:45             |                  |                  |                  |                  |                  |                  |                  |
| 14.              | Le dément                | 1:17             |                  |                  |                  |                  |                  |                  |                  |
| 15.              | Le fifre                 | 1:24             |                  |                  |                  |                  |                  |                  |                  |
| 16.              | L'arrivée de Roxane      | 3:29             |                  |                  |                  |                  |                  |                  |                  |
| 17.              | La messe des Espagnols   | 1:50             |                  |                  |                  |                  |                  |                  |                  |
| 18.              | La mort de Christian     | 3:04             |                  |                  |                  |                  |                  |                  |                  |
| 19.              | Le chant des nonnes      | 1:30             |                  |                  |                  |                  |                  |                  |                  |
| 20.              | L'aveu                   | 2:37             |                  |                  |                  |                  |                  |                  |                  |
| 21.              | La mort de Cyrano        | 2:40             |                  |                  |                  |                  |                  |                  |                  |
| 22.              | Générique de fin         | 3:57             |                  |                  |                  |                  |                  |                  |                  |
| 48:47            |                          |                  |                  |                  |                  |                  |                  |                  |                  |

## Sortie et promotion
Plusieurs commentateurs attribuent au scandale provoqué par une interview de Gérard Depardieu aux États-Unis l'échec du film aux Oscars malgré ses nombreuses nominations, et alors que Depardieu partait favori après avoir déjà reçu le Prix d'interprétation masculine du Festival de Cannes et le César du meilleur acteur,.

## Box office
| Pays ou région    | Box-office                      |
| ----------------- | ------------------------------- |
| France            | 4 732 136 entrées               |
| Espagne           | 1 565 224 entrées               |
| Allemagne         | 1 182 580 entrées               |
| Royaume-Uni       | 859 502 entrées                 |
| États-Unis        | 1 375 900 entrées - 5 820 020 $ |
| Italie            | 450 000 entrées                 |
| Suède             | 120 363 entrées                 |
| Total hors France | 5 553 569 entrées               |
| Total Monde       | 10 285 505 entrées              |

## Écarts avec le texte de la pièce originale
Jean-Claude Carrière écrivit une bonne centaine d'alexandrins à la manière de Rostand. Il a également raccourci de nombreux passages, comme :
Acte I, scène 4 :
| Texte original : | Version Rappeneau :                                                                    |
| Moi, c'est moralement que j'ai mes élégances. Je ne m'attife pas ainsi qu'un freluquet Mais je suis plus soigné, si je suis moins coquet. Je ne sortirais pas avec, par négligence… | Moi, c'est moralement que j'ai mes élégances. Je ne sortirai pas avec, par négligence… |

Autre exemple : la suppression de deux vers de la scène du dernier acte (lecture de la lettre par Cyrano) lorsque Roxane comprend enfin ce qui s'est passé :
Et pendant quatorze ans, il a joué ce rôle
D'être le vieil ami, qui vient pour être drôle.
D'autres passages ont été à la fois coupés et remaniés, comme, celui-ci (Acte III, scène 7) :
Je sais que l'an dernier, un jour, le douze mai,
Pour sortir le matin tu changeas de coiffure !
J'ai tellement pris pour clarté ta chevelure
Que, comme lorsqu'on a trop fixé le soleil,
On voit sur toute chose ensuite un rond vermeil,
Sur tout, quand j'ai quitté les feux dont tu m'inondes,
Mon regard ébloui pose des taches blondes !
Qui est devenu :
Je sais que l'an dernier, un jour, le douze mai,
Pour sortir le matin tu changeas de coiffure !
Un soleil m'éblouit : c'était ta chevelure !
Le travail d'adaptation, de l'aveu même de Jean-Claude Carrière, a été considérable : la pièce originelle dure quatre heures, la durée du film, elle, est de deux heures dix-sept (avec le générique de début et celui de fin).
L'acteur Jacques Weber, interprète du comte de Guiche dans cette adaptation, est lui-même un fervent amateur de la pièce de Rostand : durant sa carrière théâtrale, il a maintes fois mis en scène Cyrano de Bergerac, et a interprété le rôle-titre cinq cents fois de 1979 à 1985. Il a aussi publié deux ouvrages sur son rapport à l’œuvre :
- En 1985, À vue de nez, chez Mengès ;
- En 2011, Cyrano, ma vie dans la sienne, chez Stock.

Il a également réalisé, en 2021, Atelier Cyrano, un film produit conjointement par le théâtre de l’Atelier et Magnéto Prod.

## Distinctions
Entre 1990 et 2011, Cyrano de Bergerac a été sélectionné 66 fois dans diverses catégories et a remporté 31 récompenses,.
Cyrano de Bergerac est notamment nommé aux cinq César majeurs (meilleur film, meilleur réalisateur, meilleur acteur, meilleure actrice et meilleur scénario original). Il remporte ceux du meilleur film, du meilleur réalisateur et du meilleur acteur.
Avec Les Choses qu'on dit, les choses qu'on fait (nommé au César 2021), le film détient le plus grand nombre de nominations aux César (13), jusqu'à Illusions perdues, nommé à 15 reprises lors des César 2022.

### Distinctions 1990
| Cérémonie ou récompense                            | Catégorie / Récompense                                                         | Nommé(es) / Lauréat(es)              | Nommé(es) / Lauréat(es) |
| -------------------------------------------------- | ------------------------------------------------------------------------------ | ------------------------------------ | ----------------------- |
| Association des critiques de cinéma de Los Angeles | Meilleur film en langue étrangère                                              | Jean-Paul Rappeneau                  | Nomination              |
| Cercle des critiques de cinéma de New York         | Meilleur film en langue étrangère                                              | Cyrano de Bergerac                   | Nomination              |
| Conseil national d'examen du cinéma                | Prix NBR du meilleur film en langue étrangère                                  | Cyrano de Bergerac                   | Lauréat                 |
| Conseil national d'examen du cinéma                | Prix NBR du top films étrangers                                                | Cyrano de Bergerac                   | Lauréat                 |
| Festival de Cannes,                                | Prix d'interprétation masculine                                                | Gérard Depardieu                     | Lauréat                 |
| Festival de Cannes,                                | Prix Vulcain de l'Artiste-Technicien                                           | Pierre Lhomme                        | Lauréat                 |
| Festival de Cannes,                                | Palme d'Or                                                                     | Jean-Paul Rappeneau                  | Nomination              |
| Festival de Cannes,                                | Grand Prix                                                                     | Jean-Paul Rappeneau                  | Nomination              |
| Festival de Cannes,                                | Prix du Jury                                                                   | Jean-Paul Rappeneau                  | Nomination              |
| Festival de Cannes,                                | Prix de la mise en scène                                                       | Jean-Paul Rappeneau                  | Nomination              |
| Festival de Cannes,                                | Prix du Jury Œcuménique                                                        | Jean-Paul Rappeneau                  | Nomination              |
| Festival de Cannes,                                | Prix de la meilleure contribution artistique au Festival International du Film | Jean-Paul Rappeneau                  | Nomination              |
| Festival international du film de Toronto          | Prix du public                                                                 | Jean-Paul Rappeneau                  | Lauréat                 |
| Prix de l'Académie nationale du cinéma             | Prix de l'Académie                                                             | Jean-Paul Rappeneau                  | Lauréat                 |
| Prix du cinéma européen                            | Prix du cinéma européen de la meilleure production européenne de l'année       | Ezio Frigerio et Franca Squarciapino | Lauréat                 |
| Prix du cinéma européen                            | Meilleur film européen de l'année                                              | René Cleitman                        | Nomination              |
| Prix du cinéma européen                            | Meilleure actrice européenne de l'année                                        | Anne Brochet                         | Nomination              |
| Prix du cinéma européen                            | Meilleur acteur européen de l'année                                            | Gérard Depardieu                     | Nomination              |
| Prix du cinéma européen                            | Meilleur directeur de la photographie européen de l'année                      | Pierre Lhomme                        | Nomination              |
| Prix du cinéma européen                            | Meilleur compositeur européen de l'année                                       | Jean-Claude Petit                    | Nomination              |

### Distinctions 1991
| Cérémonie ou récompense                                                                      | Catégorie / Récompense                            | Nommé(es) / Lauréat(es)                     | Nommé(es) / Lauréat(es) |
| -------------------------------------------------------------------------------------------- | ------------------------------------------------- | ------------------------------------------- | ----------------------- |
| Association des critiques de cinéma de Chicago                                               | Meilleur film étranger                            | Cyrano de Bergerac                          | Nomination              |
| Association des critiques de cinéma de Dallas-Fort Worth                                     | Meilleur acteur                                   | Gérard Depardieu                            | Nomination              |
| Association des critiques de cinéma de Dallas-Fort Worth                                     | Meilleur film en langue étrangère                 | Cyrano de Bergerac                          | Nomination              |
| Association turque des critiques de cinéma (Turkish Film Critics Association (SIYAD) Awards) | Meilleur film étranger (7e place)                 | Cyrano de Bergerac                          | Nomination              |
| César,                                                                                       | César du meilleur film                            | Jean-Paul Rappeneau                         | Lauréat                 |
| César,                                                                                       | César du meilleur acteur                          | Gérard Depardieu                            | Lauréat                 |
| César,                                                                                       | César du meilleur acteur dans un second rôle      | Jacques Weber                               | Lauréat                 |
| César,                                                                                       | César du meilleur réalisateur                     | Jean-Paul Rappeneau                         | Lauréat                 |
| César,                                                                                       | César de la meilleure musique originale           | Jean-Claude Petit                           | Lauréat                 |
| César,                                                                                       | César de la meilleure photographie                | Pierre Lhomme                               | Lauréat                 |
| César,                                                                                       | César des meilleurs décors                        | Ezio Frigerio                               | Lauréat                 |
| César,                                                                                       | César des meilleurs costumes                      | Franca Squarciapino                         | Lauréat                 |
| César,                                                                                       | César du meilleur montage                         | Noëlle Boisson                              | Lauréat                 |
| César,                                                                                       | César du meilleur son                             | Pierre Gamet et Dominique Hennequin         | Lauréat                 |
| César,                                                                                       | Meilleure actrice                                 | Anne Brochet                                | Nomination              |
| César,                                                                                       | Meilleur jeune espoir masculin                    | Vincent Perez                               | Nomination              |
| César,                                                                                       | Meilleur scénario, original ou adaptation         | Jean-Claude Carrière et Jean-Paul Rappeneau | Nomination              |
| Golden Globes,                                                                               | Golden Globe du meilleur film en langue étrangère | Cyrano de Bergerac                          | Lauréat                 |
| Oscars,                                                                                      | Oscar de la meilleure création de costumes        | Franca Squarciapino                         | Lauréat                 |
| Oscars,                                                                                      | Meilleur acteur                                   | Gérard Depardieu                            | Nomination              |
| Oscars,                                                                                      | Meilleure direction artistique (décors)           | Ezio Frigerio et Jacques Rouxel             | Nomination              |
| Oscars,                                                                                      | Meilleurs maquillages                             | Michèle Burke et Jean-Pierre Eychenne       | Nomination              |
| Oscars,                                                                                      | Meilleur film en langue étrangère                 | Cyrano de Bergerac                          | Nomination              |
| Prix David di Donatello                                                                      | David du meilleur film étranger                   | Jean-Paul Rappeneau                         | Lauréat                 |
| Prix David di Donatello                                                                      | Meilleur acteur étranger                          | Gérard Depardieu                            | Nomination              |
| Société britannique des cinéastes                                                            | Prix de la meilleure photographie                 | Pierre Lhomme                               | Lauréat                 |

### Distinctions 1992
| Cérémonie ou récompense                                                           | Catégorie / Récompense                                     | Nommé(es) / Lauréat(es)                              | Nommé(es) / Lauréat(es) |
| --------------------------------------------------------------------------------- | ---------------------------------------------------------- | ---------------------------------------------------- | ----------------------- |
| Cercle des critiques de cinéma de Londres                                         | Film en langue étrangère de l'année                        | Cyrano de Bergerac                                   | Lauréat                 |
| Cercle des critiques de cinéma de Londres                                         | Acteur de l'année                                          | Gérard Depardieu                                     | Lauréat                 |
| Guilde des cinémas d'art et d'essai allemands (Guild of German Art House Cinemas) | Meilleur film en langue étrangère                          | Jean-Paul Rappeneau                                  | Lauréat                 |
| Récompenses des arts du cinéma et de la télévision de la British Academy,         | British Academy Film Award de la meilleure photographie    | Pierre Lhomme                                        | Lauréat                 |
| Récompenses des arts du cinéma et de la télévision de la British Academy,         | British Academy Film Award des meilleurs costumes          | Franca Squarciapino                                  | Lauréat                 |
| Récompenses des arts du cinéma et de la télévision de la British Academy,         | British Academy Film Award des meilleurs maquillages       | Jean-Pierre Eychenne et Michèle Burke                | Lauréat                 |
| Récompenses des arts du cinéma et de la télévision de la British Academy,         | British Academy Film Award de la meilleure musique de film | Jean-Claude Petit                                    | Lauréat                 |
| Récompenses des arts du cinéma et de la télévision de la British Academy,         | Meilleur acteur                                            | Gérard Depardieu                                     | Nomination              |
| Récompenses des arts du cinéma et de la télévision de la British Academy,         | Meilleur scénario adapté                                   | Jean-Paul Rappeneau et Jean-Claude Carrière          | Nomination              |
| Récompenses des arts du cinéma et de la télévision de la British Academy,         | Meilleur film en langue étrangère                          | René Cleitman, Michel Seydoux et Jean-Paul Rappeneau | Nomination              |
| Récompenses des arts du cinéma et de la télévision de la British Academy,         | Meilleurs décors                                           | Ezio Frigerio                                        | Nomination              |
| Syndicat national des journalistes cinématographiques italiens                    | Ruban d'argent des meilleurs décors                        | Ezio Frigerio                                        | Lauréat                 |
| Syndicat national des journalistes cinématographiques italiens                    | Ruban d'argent des meilleurs costumes                      | Franca Squarciapino                                  | Lauréat                 |
| Syndicat national des journalistes cinématographiques italiens                    | Ruban d'argent européen                                    | Jean-Paul Rappeneau                                  | Nomination              |

### Distinctions 1995
| César | César des Césars (20 ans) | Lauréat |         |
| César | César des Césars (20 ans) | Lauréat | Lauréat |